# Hans Hoff (Mediziner)

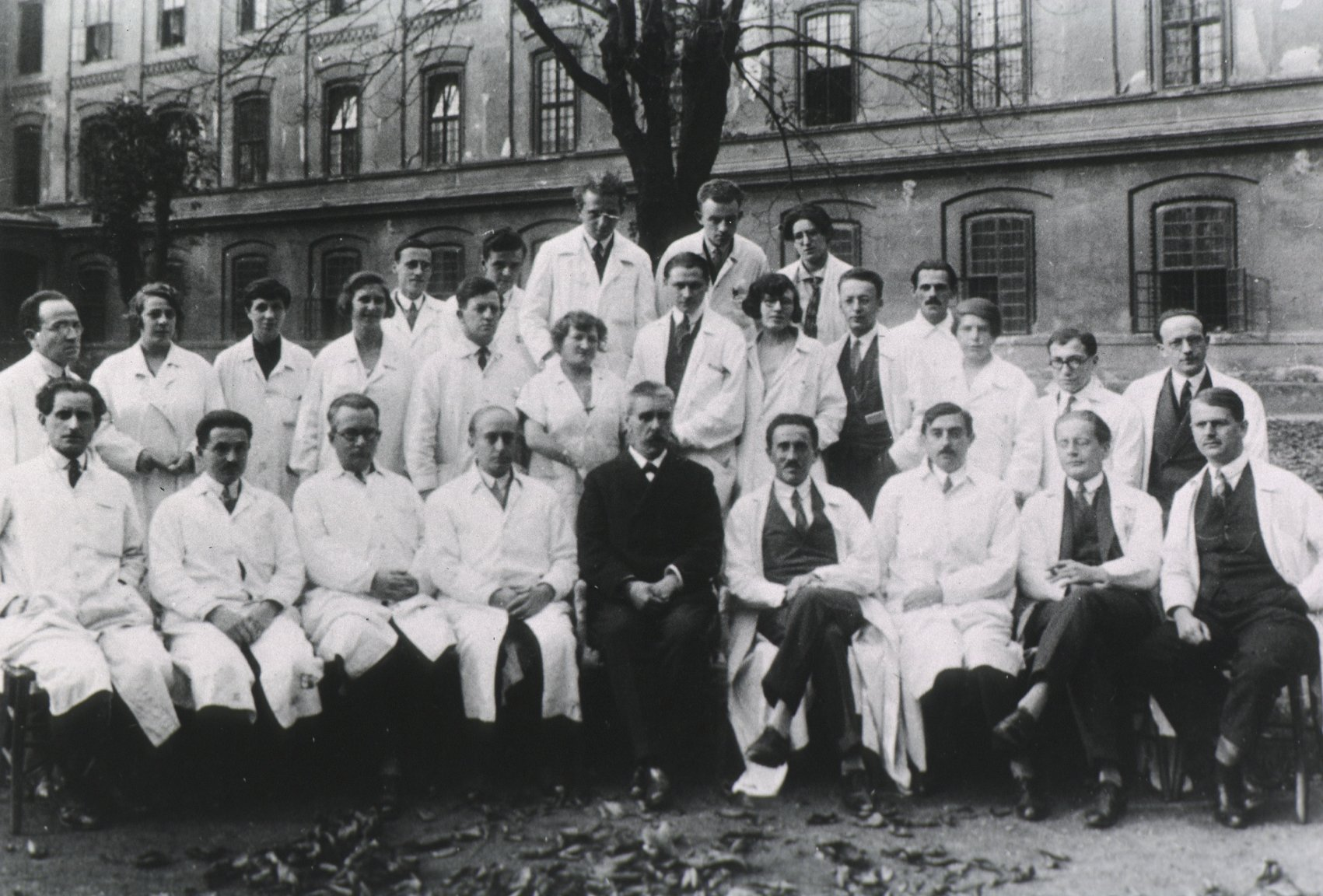
Gruppe von Ärzten um Julius Wagner-Jauregg, Wien 1927. Hans Hoff in der 2. Reihe, zweiter von rechts.

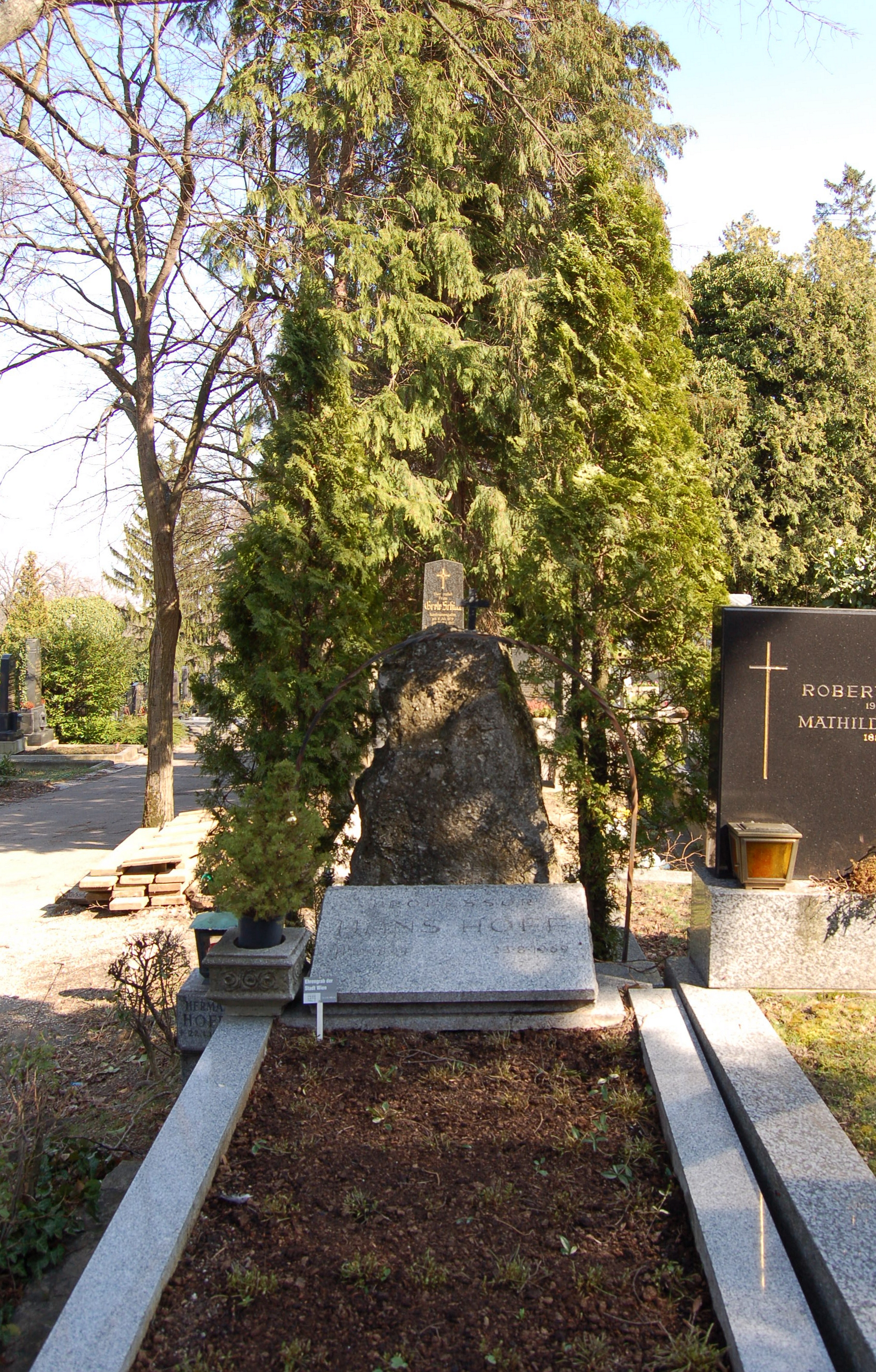
Grabmal von Hans Hoff auf dem Neustifter Friedhof

Hans Hoff (* 11. Dezember 1897 in Wien, Österreich-Ungarn; † 23. August 1969 ebenda) war ein österreichischer Psychiater und Neurologe.

## Leben
Nach dem Abschluss seines Medizinstudiums an der Universität Wien 1918 arbeitete Hoff als Sekundararzt (1922–1927) und als Assistent (1928–1932) an der Klinik unter Julius Wagner-Jauregg. 1932 wurde er Privatdozent und Facharzt für Psychiatrie und Neurologie. 1936 erfolgte seine Ernennung zum Vorstand der Neurologischen Abteilung der Poliklinik in Wien.
Nach dem Anschluss Österreichs an Deutschland musste Hoff das Land aufgrund seiner jüdischen Abstammung verlassen. Er emigrierte in den Irak, wo er Professor für Neurologie und Psychiatrie an der Royal Medical School in Bagdad wurde. Nach der Übersiedlung in die Vereinigten Staaten (1942) wurde er Assistenz-Professor an der Columbia University in New York. Von 1943 bis 1945 leistete Hoff Militärdienst im Mittleren Osten und bereiste im Auftrag der US-Regierung Afghanistan und den Iran. 1945–47 war er Associate Visiting Neuropsychiatrist am Goldwater Memorial Hospital sowie Leiter der Epilepsiestation der Baird Foundation Clinic und Mitglied des Board of Directors und Medical Advisory Board der National Association to Control Epilepsy in New York, 1947 wurde er Assistant Professor an der Columbia University in New York. 1949 erfolgte seine Rückkehr nach Österreich im Rahmen einer Initiative des Wiener Kulturstadtrates Viktor Matejka. Er übernahm zunächst die Leitung des Krankenhauses am Rosenhügel, ab 1950 wurde er als Nachfolger Otto Kauders – als einziger österreichischer Remigrant – Vorstand der Universitätsklinik für Psychiatrie und Neurologie der Universität Wien, seit spätestens Ende der 1950er Jahre – nicht nur im Volksmund – auch „Klinik Hoff“ genannt. Im Studienjahr 1961/62 war er Dekan, im Studienjahr 1962/63 Prodekan der Universität Wien. 1969 wurde er emeritiert.

## Werk
Hoff verfasste mehr als 500 Arbeiten zur Psychiatrie und Neurologie, darunter zehn Bücher. Er beschäftigte sich in seinen wissenschaftlichen Arbeiten vor allem mit experimentellen Encephalitisstudien, Haltungs- und Stellreflexen, psychosomatischen Problemen, dem Einfluss hypnotischer Aufträge auf die Magen- und Darmfunktion, der psycho-vegetativen Schaltung, der Beeinflussung endokriner Drüsen durch psychische Faktoren, der Funktion des Hypothalamus, der zentralnervösen Regulation des Stoffwechsels und der endokrinen Drüsen, hirnpathologischen Phänomenen, der Funktion des Stirnhirns, des Thalamus und des Cerebellums, Zeitrafferphänomenen, nervöser Gefäßregulation, Schlafstudien, der Nebennierenstörung bei Infektionskrankheiten, Epilepsie, Multiple Sklerose, der Frage der Psychopathie, der Begutachtungsfrage und dem Alkoholismus.
Neben seinen wissenschaftlichen Forschungsarbeiten leistete Hoff mit seinen erzieherischen und aufklärenden Arbeiten Pionierarbeit. Er zeichnete sich durch eine rege Vortragstätigkeit in Ärztekreisen und im Rahmen der Volksbildung aus.
Hoff fand eine neue Methode zur Rehabilitation von Alkoholkranken und entwickelte eine spezielle Psychotherapie für Kriminelle. Hoff gilt als Gründer der „Wiener Psychiatrischen Schule“, dessen erstes Anliegen darin bestand, die Vermenschlichung der Kliniken zur Gewährleistung der Würde der psychisch Erkrankten durchzusetzen.
Während Hoffs Zeit als Klinikleiter in Wien wurden Heimkinder mit der sogenannten Malariatherapie behandelt, bei der die Patienten mit Malaria infiziert wurden und unter hohen Fieberschüben litten.

## Auszeichnungen
- 1957: Großes Silbernes Ehrenzeichen für Verdienste um die Republik Österreich[3]